# Adelognathus trochanteratus
Adelognathus trochanteratus là một loài tò vò trong họ Ichneumonidae.